# Tony Aguilar
Antonio Aguilar Rodríguez (Cornellá de Llobregat, Barcelona, 4 de mayo de 1973) más conocido como Tony Aguilar es un DJ y locutor de radio y presentador de televisión español. Trabaja desde 1995 en Del 40 al 1 en Los 40.

## Radio
Tras pasar por diversas emisoras locales, en 1991 consiguió ser Subcampeón de España del concurso nacional de pinchadiscos. El premio le dio la oportunidad de incorporarse a Radio Barcelona, en la emisión local de Cadena 40, a la que ha estado vinculado prácticamente toda su vida profesional, ha tenido facilidades a la hora de conquistar al público.
En septiembre de 1995 la Cadena 40 le encargó poner en marcha un nuevo espacio a emitir de siete a diez de la mañana de lunes a viernes y que se llamó Anda ya, al frente del cual permanece hasta 1998.
Durante estos años presenta otros programas nocturnos del fin de semana, como la reemisión nocturna de Del 40 al 1 y el programa de hip hop llamado La Ruta del Aguilar.
A partir de ese momento se hace cargo del programa 40 Principales Radio Show, programa diario en horario de tarde de 2 a 5.
Con posterioridad también ha conducido el programa Fan Club (2002-2004), además de presentar Del 40 al 1, la lista de éxitos del momento, desde el año 1997. 
En 2011 estuvo nominado a los Premios Nacionales de Radio en la categoría de mejor presentador musical.
En 2015 presenta su nuevo programa llamado 40 Global Show el cual se emite en 11 de los países donde se sintoniza LOS40 en Europa y América y cuenta con Félix Castillo y Jorge Sánchez en la producción

## Discotecas
Entre 1995 y 1996 es MC (Speaker) y DJ en la discoteca Gran Velvet de Badalona.

## Televisión
Entró en el ámbito televisivo a raíz de una campaña publicitaria para la revista Primera Línea, cuyo director —el periodista y ejecutivo Damián García Puig— le fichó e introdujo en este medio.
Después de conducir los espacios musicales Leña al mono que es de goma (1993) en Antena 3 y Zona franca (1995), en TVE junto a Arancha de Benito, pasó a Canal +. En esta cadena presentó el espacio Fórmula Weekend (1999), junto a Joaquín Luqui así como la versión televisiva de Los 40 Principales entre 2000 y 2005 y la versión del espacio Del 40 al 1, hasta noviembre de 2014 ambos en 40TV. Desde esa fecha conduce el espacio Coca Cola Music Experience en Cuatro.
En 2014, participó como colaborador ocasional en el programa de televisión, Qué tiempo tan feliz, de Telecinco que estaba presentado por María Teresa Campos.
En 2017, participa como comentarista en el programa de televisión, Fantastic Duo, de TVE que estaba presentado por Nuria Roca.
En 2018 y desde entonces salvo en 2020, se estrenó como comentarista del Festival de la Canción de Eurovisión junto a la periodista Julia Varela sustituyendo a José María Íñigo, que había fallecido unos días antes, aunque su designación ya se había producido meses antes.En el año 2025 fueron amonestados por la Unión Europea de Radiodifusión por sus comentarios recordando los muertos en Israel contraviniendo las normas oficiales del certamen. RTVE fue también amonestada por ello y más aún cuando se publicó un cartel recordatorio del conflicto palestino israelí antes de la emisión de la final. 
En 2019, fue miembro del jurado junto a Noemí Galera del programa La mejor canción jamás cantada, de TVE con Roberto Leal.

## Discografía
- 2003: Tony Aguilar y Amigos

### Sencillos
Tony Aguilar
| Año  | Canción      |
| ---- | ------------ |
| 1996 | Rap-o Clap-o |

Tony Aguilar y Amigos
| Año  | Canción       |
| ---- | ------------- |
| 2003 | Latido urbano |

## Premios
En 2016 recibió el Premio Ondas.